# Aroma (geslacht)
Aroma is een geslacht van vlinders van de familie dikkopjes (Hesperiidae), uit de onderfamilie Hesperiinae.

## Soorten
- A. aroma (Hewitson, 1867)
- A. henricus (Staudinger, 1876)